# Artículos de Enrique

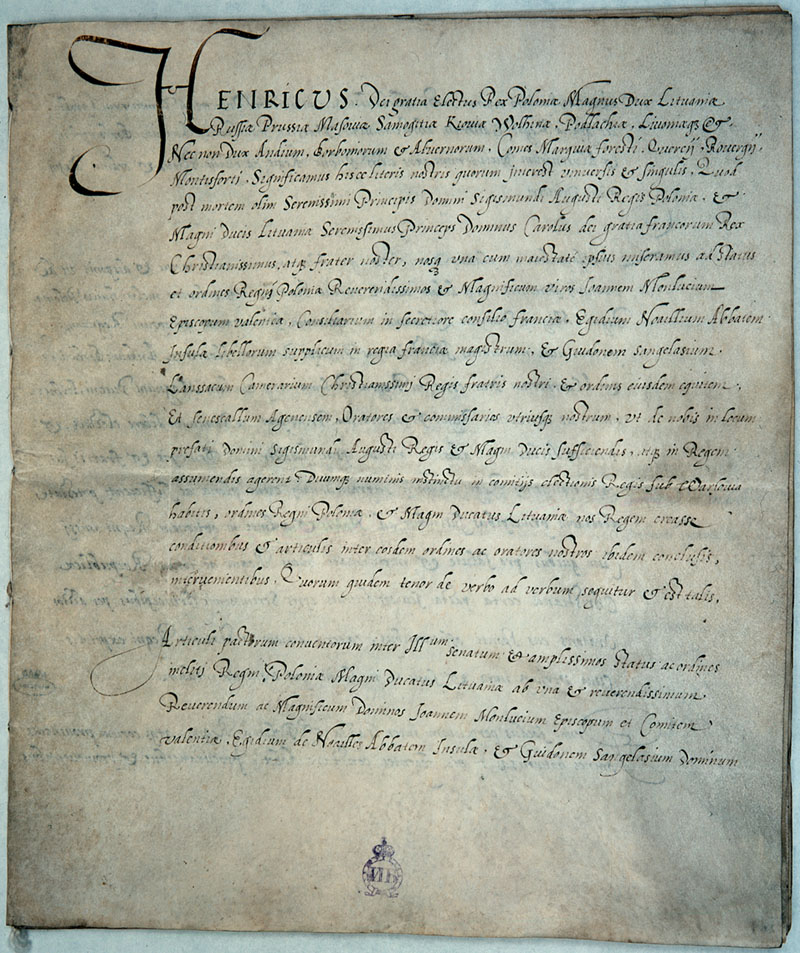
Artículos de Enrique.

Los Artículos del rey Enrique o Artículos de Enrique ( en latín: Articuli Henriciani) eran un contrato permanente que establecía los principios fundamentales de gobierno y ley constitucional en la Mancomunidad de Polonia-Lituania en la forma de veintiún artículos escritos y adoptados por los szlachta en 1573 en la ciudad de Kamien, cerca de Varsovia, durante el interregno que vino a continuación de la extinción de la segunda dinastía Jagellón.
El documento tomó su nombre de Enrique de Valois, el primer rey de Polonia elegido mediante una Libre elección en 1573, quien tuvo que firmar los Artículos antes de permitírsele ascender el trono. Subsiguientemente a cada rey electo se le requería que jurara fidelidad a esos Artículos, además de unos pacta conventa, que se hacían a medida y difenrentemente para cada rey-electo.
Los Artículos estipulaban que el rey podía ser elegido únicamente por "libre elección". Cada dos años estaba obligado a convocar un Sejm general (en polaco: sejm walny, o parlamento). Cualquier leva de hombres o de impuestos debía ser autorizada por el Sejm. Entre sejms, se nombraba a 16 senadores -4 a la vez cada seis meses- para que estuvieran al lado del rey y lo supervisaran. En los Artículos encontramos las garantías de libertad religiosa de la Confederación de Varsovia. La nobleza (szlachta) -el origen parlamentario de las leyes de la Mancomunidad- se reservaba el derecho de no obdecer al rey si este rompía las leyes de la Mancomunidad.
Mientras los pacta conventa comprendían solo los detalles personales de la toma de posesión del rey electo, los Artículos de Enrique eran un estatuto permanente que todos los reyes electos debían de jurar que respetarían, comenzando por Enrique de Valois. En los Artículos se especificaba que:
- los reyes de la Mancomunidad serían todos escogidos por elección por los szlachta, y nunca habría sucesión por derecho de herencia;
- el rey debía reunir al Sejm al menos cada dos años y durante un periodo de seis semanas;
- el rey no tenía derecho a crear nuevos impuestos, tarifas, etc., sin la aprobación del Sejm;
- el rey no tenía derecho a exigir una pospolite ruszenie (leva en masa) sin la aprobación del Sejm;
- el rey no tenía derecho a declarar la guerra o firmar la paz sin la aprobación del Sejm.

Los Artículos de Enrique crearon un consejo de 16 senadores (conocidos como "residentes"). El consejo era elegido cada dos años durante la sesión del Sejm. Cuatro de ellos (rotando cada seis meses) estaban obligados a acompañar al rey y servir como consejeros y supervisores para asegurar que el rey no tomaba ninguna decisión contraria a las leyes de la Mancomunidad.
Los Artículos sostenían la tradición informal de que el rey no podía llamar a una leva en masa (pospolite ruszenie) para servir fuera de las fronteras de la Mancomunidad sin compensación y que debía pagar para reunir un ejército real (wojsko kwarciane).
Los Artículos incluían una lista de cargos, puestos y títulos oficiales en la Mancomunidad.
Finalmente, si el monarca transgrediera estos términos, yendo contra la ley o contra los privilegios de los szlachta, los Artículos autorizaban a estos últimos a desobedecer las órdenes del rey y actuar en contra de él (levantándose en rokosz, o rebelión). Cada rey era obligado a jurar que "si algo es hecho por Nos contra las leyes, libertades, privilegios o costumbres, declaramos a todos los habitantes del Reino y liberados de su obediencia hacia Nos".